# Isla San Félix

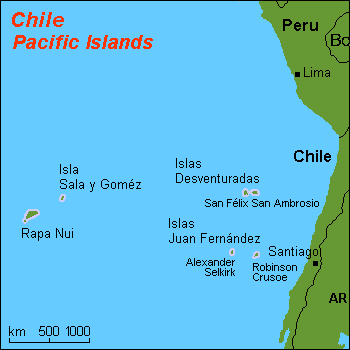
lägeskarta

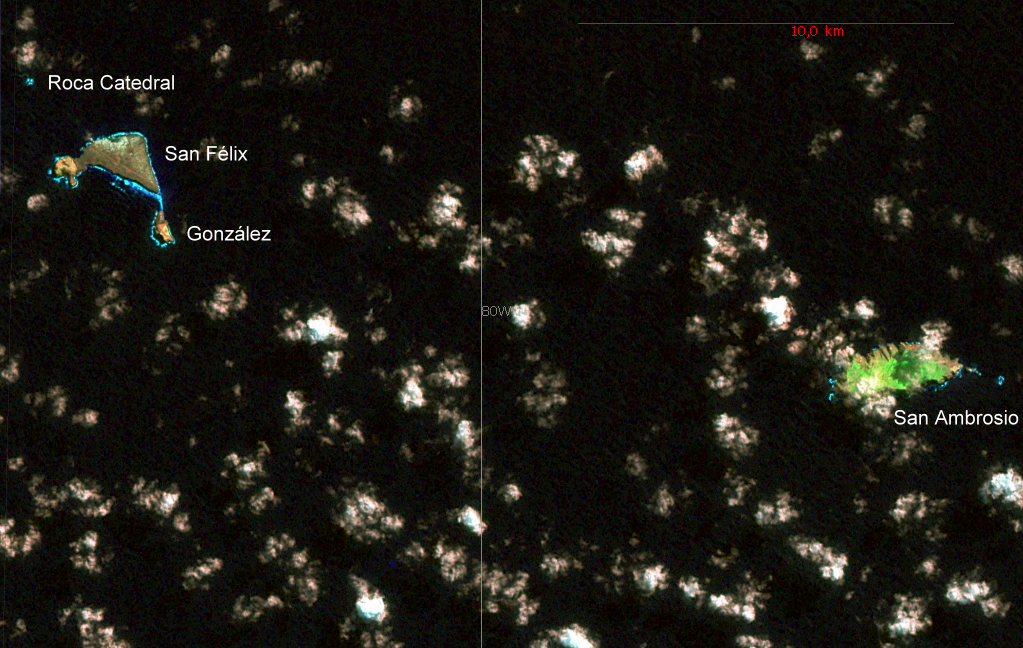
Desventuradasöarna

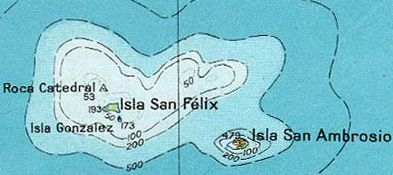
karta över Desventuradasöarna, Isla San Felix till vänster

Isla San Félix ("Felixön", spanska Isla San Félix ) är en liten ö i sydöstra Stilla havet som tillhör Chile.

## Geografi
Isla San Félix är en ö bland Desventuradasöarna och ligger cirka 850 kilometer utanför Chiles kust väster om hamnstaden Huasco och ca 780 km norr om Juan Fernández-öarna.
Ön är av vulkaniskt ursprung och har en areal om ca 2,5 km² med en längd på ca 4,1 km och ca 800 m bred. Ön är triangelformad och tämligen plat på den östra kusten men den nordvästra kusten har branta kustklippor och två höga toppar.
Grannön Isla San Ambrosio ligger ca 20 km österut.
Den högsta höjden är vulkanen Cerro Amarillo (även Cerro San Félix) med ca 193 m ö.h.
Ön utgör en del i "comuna" Valparaíso (kommun) i provinsen Valparaíso varifrån även Juan Fernández-öarna och Påskön förvaltas. Ön saknar sötvatten men är en viktig boplats för sjöfåglar och havet är rik på fisk.
San Félix saknar bofast befolkning dock finns en liten garnison från den chilenska flottan stationerad på ön som även har ett litet militärflygfält.

## Historia
Desventuradasöarna har troligen alltid varit obebodda och upptäcktes den 8 november 1574 av spanske sjöfararen Juan Fernández.
Möjligen upptäcktes området dock redan 1521 av portugisiske Ferdinand Magellan.
Öarna ligger inom den neotropiska regionen och är numera ett naturreservat "Parque Nacional Archipiélago de Islas Desventuradas".